# Otto Kersten

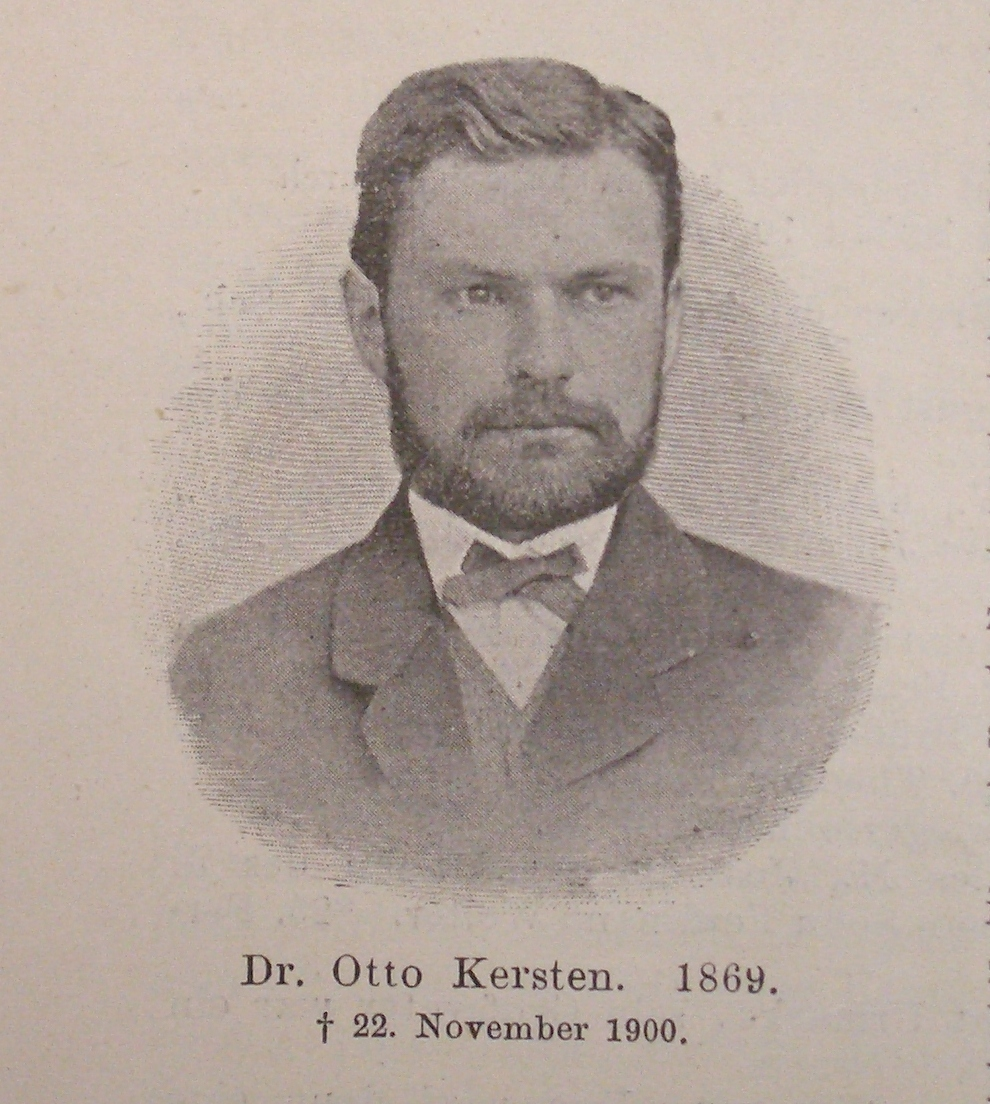
Otto Kersten (1869)

Otto Kersten (* 23. Dezember 1839 in Altenburg; † 22. November 1900 ebenda) war ein deutscher Afrikaforscher, Chemiker und Geograph.

## Herkunft und Ausbildung
Otto Kersten wurde im thüringischen Altenburg geboren, das seinerzeit noch zum Herzogtum Sachsen-Altenburg gehörte. Der Sohn des Stadtkirchners besuchte das dortige Gymnasium und studierte in Leipzig Naturwissenschaften, insbesondere Chemie. 1861 promovierte er in Leipzig mit seiner Schrift Ueber die Natur des Leuchtens der Flamme und war kurzzeitig Assistent an der landwirtschaftlichen Hochschule von Chemnitz in Sachsen. Im Winter 1861/62 begab er sich nach Berlin, um hier mit den Vorstudien über geografisch-physikalischen Beobachtungen zu beginnen, da er sich in nicht allzu ferner Zukunft einer wissenschaftlichen Forschungsreise anzuschließen beabsichtigte. Auf Vermittlung des Berliner Afrikaforschers Dr. Heinrich Barth sollte Kersten den bereits seit 1860 in Ostafrika tätigen Baron Karl Klaus von der Decken auf der Insel Sansibar treffen und bei seinen Exkursionen unterstützen.

## Forschungsreisen in Afrika

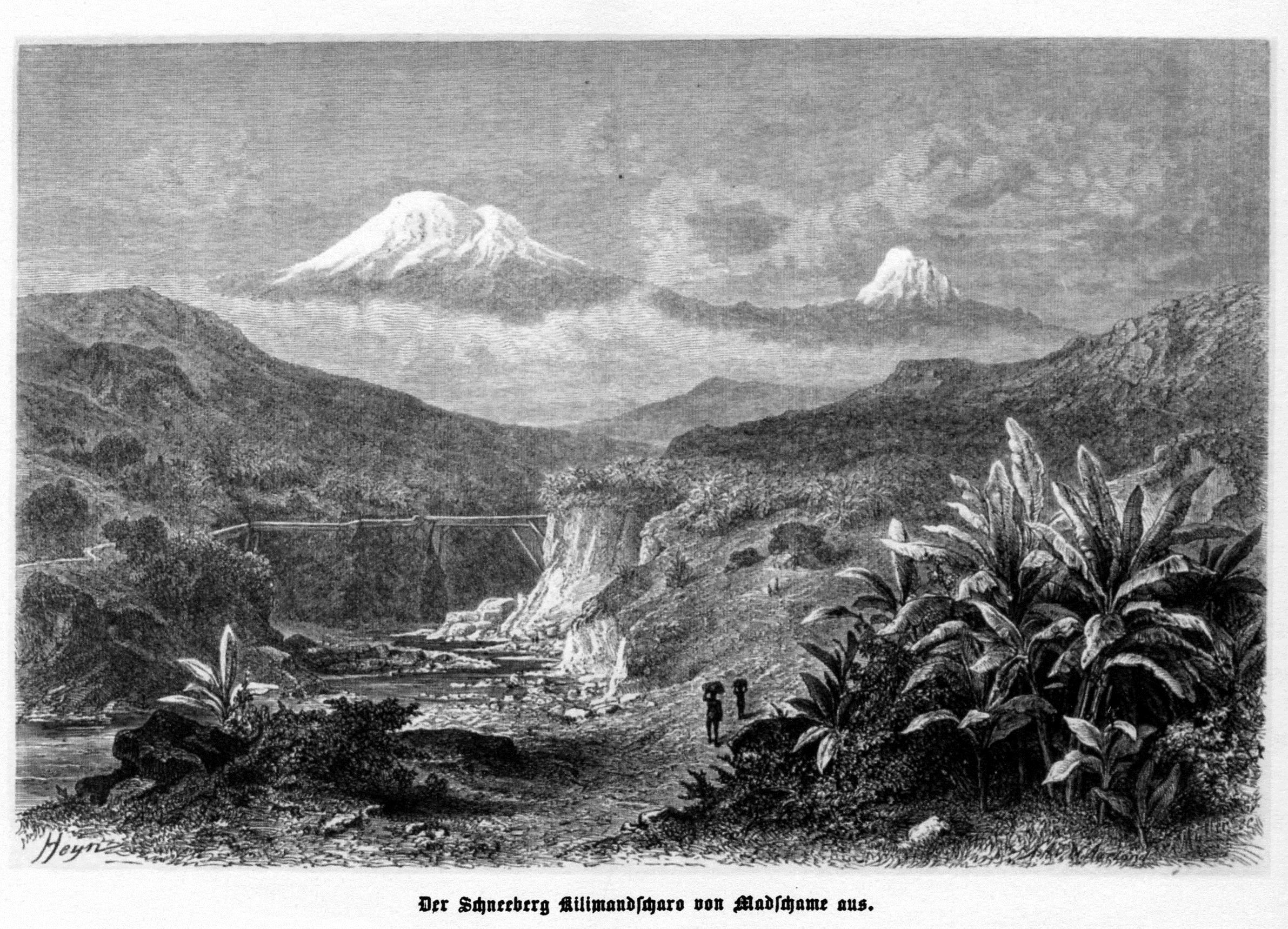
Kilimandscharo, Holzschnitt von Ernst Heyn, nach einer Zeichnung von v. d. Decken, 1869

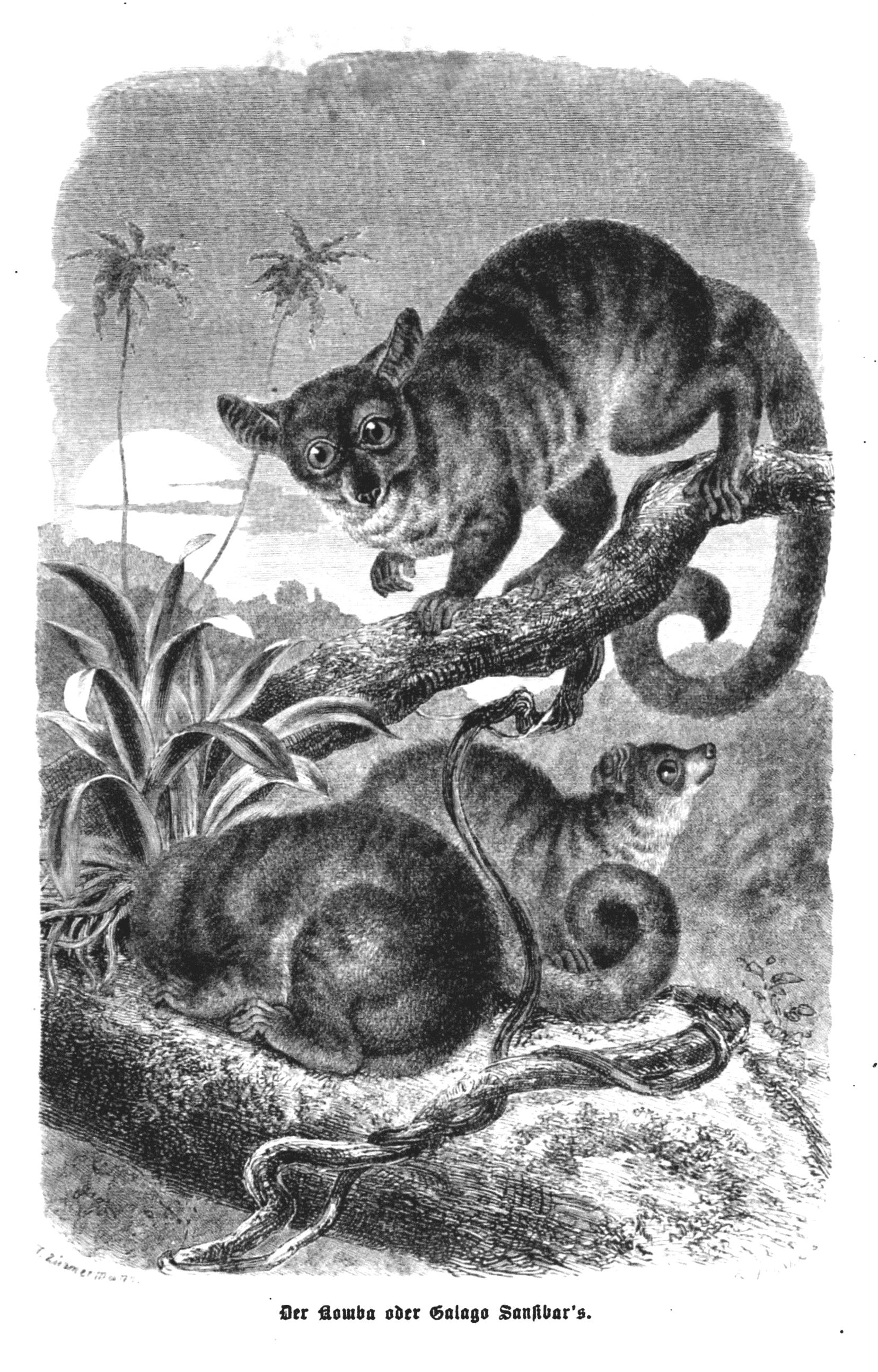
Galagos, Holzschnitt, Zeichnung von Theodor Franz Zimmermann, 1869

Am 7. April 1862 in Glückstadt an der Elbe ausgelaufen, erreichte Kersten nach einer 87-tägigen Seereise am 5. Juli Sansibar. Von Baron von der Decken herzlich empfangen, plante dieser bereits seine baldige Rückkehr zum Kilimandscharo, dessen Besteigung er im Jahr zuvor schon einmal angegangen war, aber in einer Höhe von etwa 2.300 m aufgeben musste. Neben Kersten und dem Baron gehörten dessen italienischer Diener und Weggefährte Koralli, oder Corolly genannt (eigentlich hieß er Korrath und stammte aus der Steiermark) sowie ein Jäger namens Androik zu den europäischen Expeditionsteilnehmer. Des Weiteren bestand die Karawane aus einem einheimischen Führer, acht Dienern und 100 Lastenträgern, dazu fünf Eseln und drei Hunden. Nach den nötigen Vorbereitungen in Mombasa wandte sich der Zug am 20. August zuerst südlich nach dem Küstenort Wanga. Androik musste krankheitsbedingt bereits von hier aus nach Sansibar zurückkehren. Der weitere Reiseverlauf führte die Expedition westlich zum Jipe-See und dem Hochland bei Arusha, um schließlich am 27. November von Moshi aus eine zweite Besteigung des Kilimandscharos zu wagen. Die Erschöpfung sämtlicher Träger durch die dünne Höhenluft und zusätzlich einsetzende Schneefälle zwangen den Baron und seine Begleiter in einer Höhe von 4.250 m zur erneuten Aufgabe und zur Rückkehr zur Küste, wo sie am 31. Dezember 1862 Sansibar erreichten. Als Hauptresultat der beiden Expeditionen zum Kilimandscharo kann die Bestätigung der Angaben seines Entdeckers, des deutschen Missionars Johannes Rebmann aus dem Jahre 1848, angesehen werden, der seinerzeit von einem schneebedeckten Gipfel eines äquatornahen Vulkans berichtete. Darüber hinaus konnte die Höhe des Berges mit geschätzten 20.000 Fuß (6.096 m) annähernd exakt bestimmt werden.
Im Jahre 1863 begleitete Kersten den Baron auf seiner Seereise zu den Seychellen und der Insel Réunion, auf welcher ihr Begleiter Koralli verstarb. Die geplante Reise nach Madagaskar musste auf Grund der Ermordung des Königs Radama II. sowie der sich anschließenden Unruhen verworfen werden. Stattdessen erkundete Kersten alleine die Inselgruppe der Komoren und die vor Madagaskar liegende Insel Nosy Be. Im Herbst 1863 erkundete er zusammen mit dem französischen Naturforscher Alfred Grandidier die ostafrikanische Küste von Wanga bis zur Mündung des Kinganiflusses bei Bagamoio. Erfreute sich Kersten bei allen unternommenen Reisen noch bester Gesundheit, so litt er schließlich doch im Jahre 1864 an einer nicht genauer überlieferten Erkrankung und musste im Februar 1865 nach Deutschland zurückkehren. Somit blieb ihm das bittere Schicksal des Barons von der Decken und einiger seiner Begleiter erspart, die 1865 bei der Erkundung des Juba in Südsomalia ermordet wurden.

## Rückkehr nach Deutschland

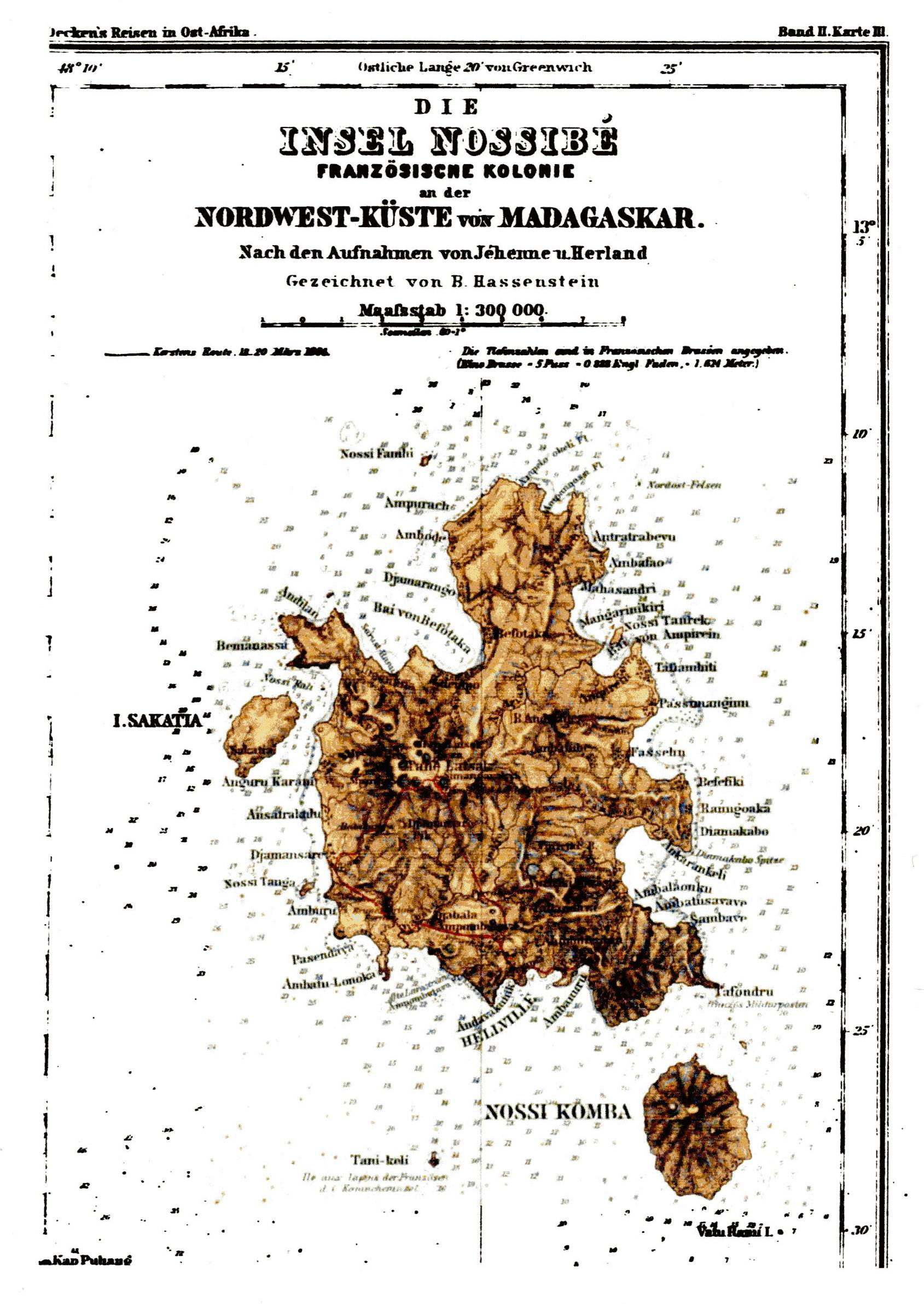
Karte der Insel Nosy Be von Bruno Hassenstein, 1871

Anhaltende gesundheitliche Probleme ließen Kersten seine ursprünglichen Pläne, sofort wieder nach Ostafrika zurückzukehren, vorerst aufgeben. Nachdem er in Berlin von der Ermordung seiner Reisegefährten erfahren hatte, erhielt er von der Fürstin Adelheid von Pless, der Mutter des Barons von der Decken, den Auftrag, den Nachlass ihres Sohnes wissenschaftlich zu bearbeiten und herauszugeben. Das als Reisebeschreibungen verfasste Werk mit dem Titel Baron Carl Claus von der Decken’s Reisen in Ost-Afrika in den Jahren 1859 bis 1865 erschien zwischen 1869 und 1879 in sechs Bänden. Kersten selbst verfasste die ersten beiden Bände, welche als erzählender Teil betitelt sind, sowie die erste Abteilung des dritten Bandes, der mit zwei weiteren Abteilungen und dem Band vier den wissenschaftlichen Teil ausmacht. Für die Bearbeitung des umfangreichen Materials bedurfte es der Mithilfe zahlreicher Wissenschaftler wie Otto Finsch, Gustav Hartlaub, Wilhelm Peters und Alfred Brehm.
Kerstens Exkursionen in Ostafrika sowie die Auswertung ihrer Ergebnisse haben seinen Lebensweg entscheidend beeinflusst und ließen ihn für die Expansion deutscher Kolonien in diesem Gebiet eintreten, wozu er sich einer Art Kolonial-Stammtisch anschloss, aus dem die deutsche Kolonialbewegung hervorging. „Damals, d. h. vor dem Deutsch-Französischen Krieg, bestand in Berlin auch eine Vereinigung von zwei, später drei Personen, welche in gleicher Weise, nur im Stillen die bedeutsamen Fragen der Colonisation und des Auswanderungswesens zu studiren bestrebt waren. An einem oder zwei Sonntagen im Monat kamen sie zusammen, besprachen sich über Angelegenheiten, für welche ihr Herz schlug und von denen sie so viel für die Grösse [sic!] und Wohlfahrt Deutschlands erwarteten. Dr. Ernst Friedel, damals Assessor hier und von jeher für gemeinnützige Dinge unermüdlich thätig, war der Eine, der schon vor Jahren verschiedene Franz Maurer, einer der Redacteure der Vossischen Zeitung und bekannt durch tüchtige geographische Arbeit, der Zweite, und ihnen gesellte sich damals als Dritter der Verfasser[, Otto Kersten,] dieser Zeilen zu.“
Ernst Friedel und Franz Theodor Maurer (1831–1872) waren Wortführer „einer Gruppe von Geographen …, die schon Ende der 1860er Jahre, ebenfalls ohne großen Widerhall, für Pläne zur Auswanderungslenkung und Kolonialexpansion geworben hatten.“ Kersten, später Gründer des 1879 bis 1881 bestehenden Central-Vereins für Handelsgeographie und Förderung deutscher Interessen im Auslande, war 1867 dazu gestoßen. „Friedel hat übrigens das Verdienst [so Maurer 1867], … zuerst mit einem bestimmten, ausführlichen Hinweise zur Gründung einer Colonie [auf Taiwan nämlich] in die Oeffentlichkeit getreten zu sein.“
„Ein Jahr nach Königgrätz versuchte diese Gruppe vergeblich, mit einem gemeinsamen Vorstoß das Interesse von Öffentlichkeit und Regierung auf koloniale Fragen hinzulenken. Jeder von ihnen warb in einer Broschüre für ein besonderes Kolonialprojekt:“ Sie veröffentlichten jeder ein Buch zu einem Überseegebiet, das ihnen für eine Kolonialisierung frei und geeignet schien. Friedel schlug in seinem Buch deutsche Kolonien in Ostasien und im Indischen Ozean vor. Maurer brachte die Nikobaren als Kolonie ins Gespräch, während Kersten schließlich für Ostafrika warb. Sein Vorhaben, weitere Forschungsreisen in Ostafrika zu tätigen bzw. sich sogar dort niederzulassen, scheiterten, da er die hierfür erforderlichen finanziellen Mittel nicht aufbringen konnte.

## Deutsches Konsulat in Jerusalem
Der Generalkonsul des Deutschen Reiches in Jerusalem, Baron Georg von Alten, erhoffte sich als neuen Leiter seiner Kanzlei einen in geographischen Fragen erfahrenen Mann. Mit der Suche wurde der Kartograph Prof. Heinrich Kiepert in Berlin beauftragt, der mit Otto Kersten den geeigneten Kandidaten fand. 1870 traf Kersten in Jerusalem ein, wo er bis 1874 als Kanzleileiter tätig war und nach der Rückberufung des Baron von Alten war er sogar für zweieinhalb Jahre kommissarischer Leiter des Deutschen Konsulats in Jerusalem. Neben seiner diplomatischen Arbeit hatte Kersten großes Interesse an der geographischen und naturwissenschaftlichen Erforschung Palästinas. Vor allem im letzten Jahr seines Aufenthaltes in Jerusalem bereiste er das Land und führte eine der ersten Sammelexpeditionen durch das Jordantal und rund um das Tote Meer durch. Ausgenommen von einigen Säugetieren, Insekten und Vogelbälge bestand die Sammelausbeute in der Hauptsache aus einem recht umfangreichen Herbarium, das Kersten in einem eigens hierfür gegründeten Palästina-Museum unterzubringen gedachte. Das Vorhaben scheiterte schließlich, weil sich keine geeigneten Räumlichkeiten für die empfindlichen Pflanzenexponate finden ließen. Als Kersten 1874 nach Deutschland zurückkehrte, übergab er seine Sammlung dem im Vorjahr gegründeten Deutschen Verein in Jerusalem. Teile der Sammlung sind bis heute erhalten. Ein Großteil befindet sich im Gustaf-Dalman-Institut in Greifswald, ein weiterer Teil der Pflanzensammlung kam in den Besitz des Herbariums der Hebräischen Universität von Jerusalem.

## 2. Rückkehr nach Deutschland
Nach Berlin zurückgekehrt, fasste Kersten den Entschluss, an der dortigen Universität in physikalischer Geographie zu habilitieren. Doch ein weiteres Mal konnte er sein Vorhaben nicht in die Tat umsetzen. 1876 heiratete er Emma Caroline (Lina) Goldschmidt (1855–?) in Berlin, Tochter des Chemikers Theodor Goldschmidt, des Gründers der Chemischen Fabrik Theodor Goldschmidt. Noch im Jahr der Verlobung 1875 starb Goldschmidt und Kersten übernahm treuhänderisch die Leitung der Fabrik seines Schwiegervaters. Als Prokurist leitete er die Firma für die noch minderjährigen Söhne Karl und Hans Goldschmidt, die erst nach Beendigung ihres Studiums 1882 bzw. 1888 mit in die Geschäftsleitung einstiegen.
Eng verbunden blieb Kersten auch weiterhin mit seinem früheren Wirkungskreis in der Levante. 1877 trat er in den neu gegründeten Verein zur Erforschung Palästinas ein, dem Deutschen Palästinaverein. Kersten übernahm von Berlin aus die Geschäfte des Vereins, reiste aber auch für Vorträge nach Jerusalem. Seine umfangreichste Arbeit für den Verein war die Einrichtung von meteorologischen Stationen, deren Messinstrumente er selbst aussuchte und mit deren Umgang er die Beobachter in Palästina persönlich unterwies.
Des Weiteren beteiligte sich Kersten in den Jahren 1882 bis 1883 an einer Forschungsreise nach Marokko und Algerien. Er bereitete so bekannte Forscher wie Friedrich Wilhelm Alexander von Mechow, Max Buchner und die Brüder Clemens und Gustav Denhardt sowie den
Gouverneur von Deutsch-Ostafrika Hermann von Wissmann auf ihre Afrikareisen vor und übte sie in der Kunst des wissenschaftlichen Beobachtens ein. Weiterhin engagierte sich Kersten für die Förderung deutscher Interessen in Afrika. Dabei unterstützte er die Anfänge der Kolonialpolitik des Deutschen Reiches und stand in enger Verbindung mit Friedrich Fabri und Wilhelm Hübbe-Schleiden, die maßgeblich an der Entstehung der deutschen Kolonialbewegung beteiligt waren. 1886 gründete Kersten die Deutsche Pondoland-Gesellschaft zur Förderung der Kolonialbestrebungen in Südostafrika und wurde ihr Gesellschafter.
Im Jahre 1896 zog es Kersten wieder in seine Heimat nach Altenburg zurück, wo er sich 1898 auf einem Obstgut ein Haus errichtete. Zu seinen letzten Aufgaben zählte das Auswerten der meteorologischen Tabellen, welche ihm die Beobachter aus Palästina immer noch einsandten. Mitte November 1900 erkrankte er an einer Grippe, zu der noch Zeichen eines Herzleidens diagnostiziert wurden. Nach einer anfänglich geglaubten Genesung starb Otto Kersten dennoch am 22. November 1900 an einem Herzinfarkt.

## Dedikationsnamen

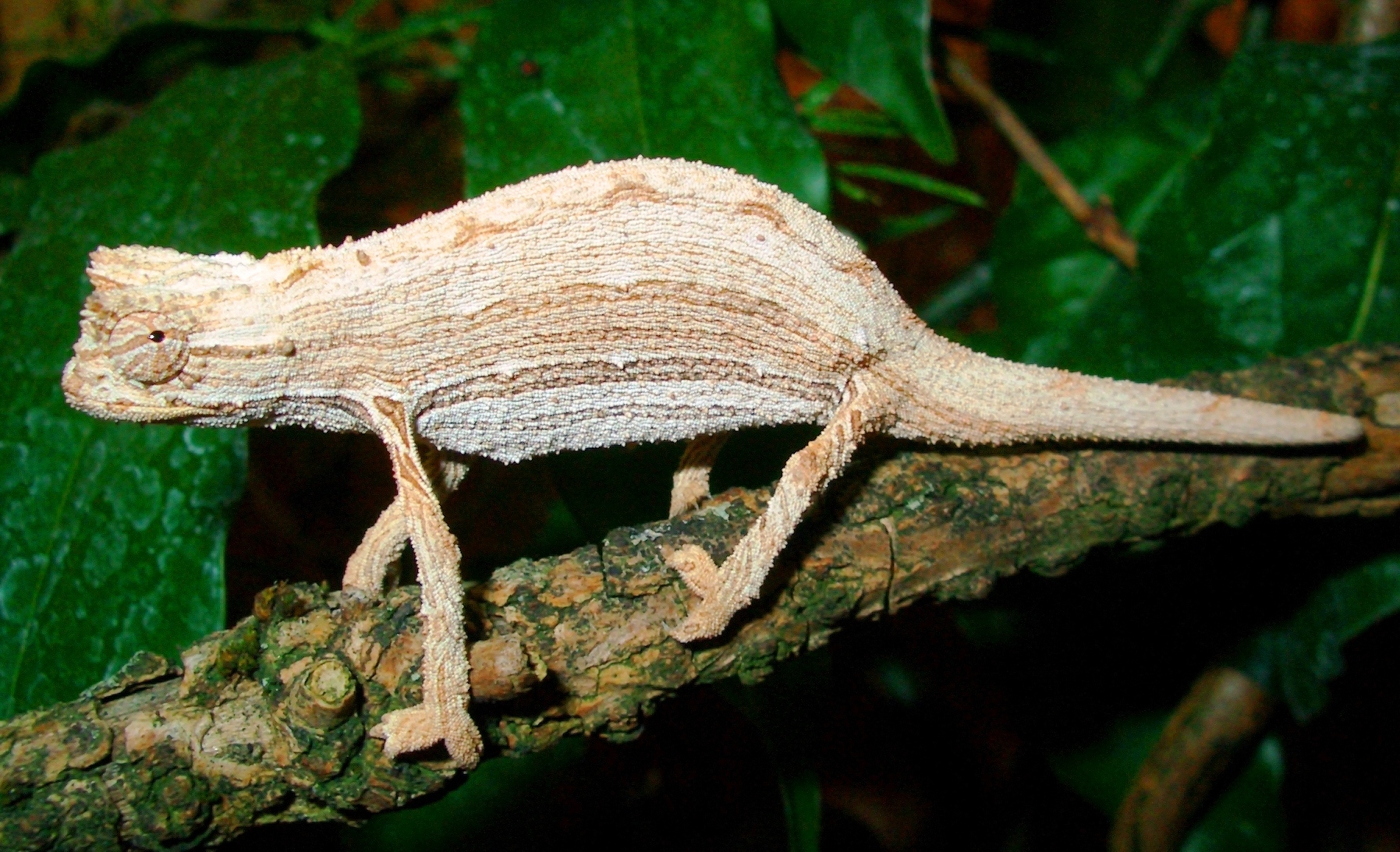
Kersten-Stummelschwanzchamäleon Rieppeleon kerstenii (Peters, 1868)

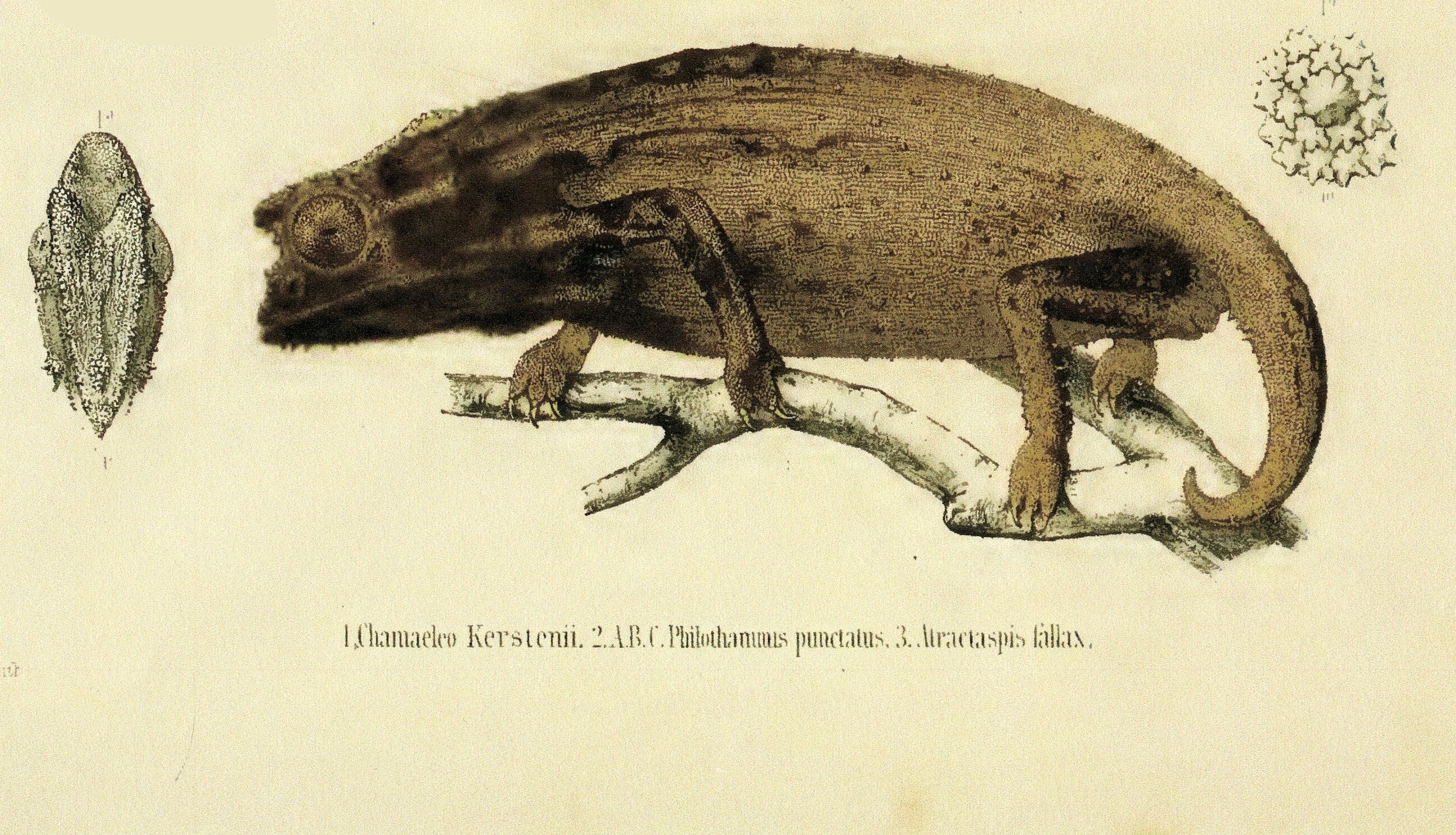
Zeichnung von Rieppeleon kerstenii aus dem Jahre 1869, J.D.L. Franz Wagner

Unter der Vielzahl von Namenswidmungen für Otto Kersten stehen hier jene aus dem Kreis der Bearbeiter seines ostafrikanischen Sammelmaterials im Vordergrund. Exemplarisch genannt sei hier das von Kersten in Ostafrika gesammelte Stummelschwanzchamäleon Rieppeleon kerstenii (Peters, 1868)., das der deutsche Zoologe Wilhelm Peters, Direktor des Zoologischen Museums der Universität von Berlin, ihm zu Ehren beschrieb.

### Zoologie
- Kersten-Waldweber Ploceus bicolor kersteni (Finsch & Hartlaub, 1870)
- Rotgefleckte Barbe Barbus kerstenii Peters, 1868
- Bombardierkäfer Pheropsophus kersteni Gerstäcker, 1866
- Ölkäfer Mylabris (Hycleus?) kersteni Gerstäcker, 1871
- Brackwespe Bathyaulax kersteni (Gerstäcker, 1871)
- Kersten-Bläuling Anthene kersteni (Gerstäcker, 1871)
- Schlanklibelle Pseudagrion kersteni Gerstäcker, 1869
- Kreuzspinne Araneus kersteni (Gerstäcker, 1873)
- Kersten-Halbnacktschnecke Parmarion kersteni von Martens, 1869

### Botanik
- Afrikanischer Berg-Haarstrang Peucedanum kerstenii Engler, 1894 (Afrosciadium kerstenii (Engler) P.J.D. Winter, 2008)
- Zyperngras Cyperus kerstenii Boekeler, 1870
- Kletterfarn Lygodium kerstenii Kuhn, 1867
- Orchidee Disperis kerstenii Reichenbach, 1881
- Wegerich Plantago kerstenii Ascherson, 1868
- Glockenblumengewächs Tupa kerstenii Vatke, 1874

## Kersten Gletscher

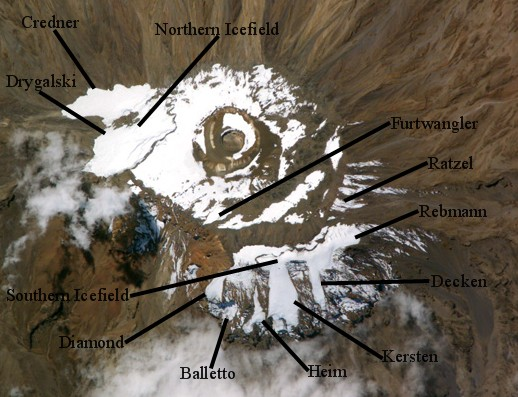
Satelliten-Foto des Kilimanjaro mit eingetragener Lage der Haupteisfelder (Juni 2004)

Ihm zu Ehren wurde eines der größeren Eisfelder (Rebmann-, Decken-, Kersten-, Heim- und Bailetto Gletscher) am Südhang des Mount Kilimandscharo benannt.

## Schriften
- 1861: Ueber die Natur des Leuchtens der Flamme. Journal für Praktische Chemie, Leipzig, Bd. 84, 1861, S. 290–317.
- 1867: Ueber Colonisation in Ostafrika mit Hervorhebung ihrer Wichtigkeit für Deutschland, Otto Kersten (Verf.), Wien: Arnold Hilberg, 1867.
- 1869: Reisen in Ost-Afrika in den Jahren 1859 bis 1865, Carl Claus von der Decken bearbeitet von Otto Kersten, Band 1, Erzählender Teil 1869 online auch: Nachdruck 1978 mit einem Vorwort von Dietmar Henze, 335 S.
- 1871: Reisen in Ost-Afrika in den Jahren 1859 bis 1865, Carl Claus von der Decken, bearbeitet von Otto Kersten, Band 2, Erzählender Teil 1871, auch: Nachdruck 1978 mit einem Vorwort von Dietmar Henze, 454 S.
- 1869: Reisen in Ost-Afrika in den Jahren 1859 bis 1865, Carl Claus von der Decken, bearbeitet von W.C.H.Peters, J.Cabanis, F.Hilgendorf, ... Band 3, Wissenschaftlicher Teil, Erste Abteilung Säugetiere, Vögel, Amphibien, Fische, ... 1869 online1online2 169 S.
- 1873: Reisen in Ost-Afrika in den Jahren 1859 bis 1865, Carl Claus von der Decken, bearbeitet von Adolph Gerstaecker, Band 3, Wissenschaftlicher Teil, Zweite Abteilung Gliederthiere (Insekten, Arachniden, Myriopoden und Isopoden) 1873  544 S.
- 1879: Reisen in Ost-Afrika in den Jahren 1859 bis 1865, Carl Claus von der Decken, bearbeitet von Alexander Sadebeck, Band 3, Wissenschaftlicher Teil, Dritte Abteilung Geologie; Botanik; Meteorologie; astronomische, geodätische und Höhenmessungen; magnetische Beobachtungen; Geschichtstabellen; Literaturübersicht 1879 424 S.
- 1870: Reisen in Ost-Afrika in den Jahren 1859 bis 1865, Carl Claus von der Decken, bearbeitet von O.Finsch und G.Hartlaub Band 4, Wissenschaftlicher Teil, Die Vögel Ost-Afrikas, 1870 online 900 S. 15 Zeichnungen der Vögel aus diesem Band in WIKIMEDIA COMMONS
- 1873: Karl Eduard Adolph Gerstäcker, C. Cooke, Otto Kersten & Karl Klaus von der Decken: Die Gliederthier-Fauna des Sansibar-Gebietes. Nach dem von Dr. O. Kersten während der von der Decken’schen Ost-Afrikanischen Expedition im Jahre 1862 und von C. Cooke auf der Insel Sansibar im Jahre 1964 gesammelten Material. C. F. Winter’sche Verlagshandlung, Leipzig & Heidelberg, 1873, 542 S., 18 Farbtafeln.
- 1879: „Vorgeschichte des Vereines“, Otto Kersten (Verf.), in: Geographische Nachrichten für Welthandel und Volkswirtschaft. Organ für Auswanderungs- und Colonisationswesen, Central-Verein für Handelsgeographie und Förderung Deutscher Interessen im Auslande (Hrsg.), Band 1, 1879.